# Liste des aéroports canadiens par indicateur d'emplacement : CR
Cette liste d'aéroports reprend l'ordre alphabétique suivi par le « TC LID ». Le « TC LID » est le « lieu d'identification » donné par Transports Canada, représentant le nom et le lieu d'un aéroport. C'est une aide de direction pour aider la circulation aérienne, les télécommunications et les programmes d'ordinateur.
Le format des entrées sont:
- Lieu d'identification (TC LID) - IATA - Nom de l'aéroport (nom alternatif) - Communauté de l'aéroport - Province

Les aéroports du Réseau national des aéroports sont en caractères gras.

## CA -Canada- CAN[1],[2]
| TC LID | IATA | Nom de l'aéroport                                        | Communauté           | Province                  |
| ------ | ---- | -------------------------------------------------------- | -------------------- | ------------------------- |
| CRA2   |      | Aéroport Queensville (Village aéronautique Rollick)      | Queensville          | Ontario                   |
| CRB2   |      | Aéroport Cottam                                          | Cottam               | Ontario                   |
| CRB4   |      | Aéroport Rivière Bonnard                                 | Rivière Bonnard      | Québec                    |
| CRB5   |      | Aérodrome Rivière Bell                                   | Rivière Bell         | Québec                    |
| CRB7   |      | Hydroaérodrome Rivière Blanche/Cardinal Aviation         | Gatineau             | Québec                    |
| CRC2   |      | Héliport Fredericton (RCMP)                              | Fredericton          | Nouveau-Brunswick         |
| CRD3   |      | Héliport Red Deer Regional Hospital Centre               | Red Deer             | Alberta                   |
| CRD4   |      | Piste d'atterrissage Red Deer/South 40                   | Red Deer             | Alberta                   |
| CRD5   |      | Aérodrome Red Deer/Truant                                | Red Deer             | Alberta                   |
| CRD6   |      | Aérodrome Red Deer/Truant (sud)                          | Red Deer             | Alberta                   |
| CRE2   |      | Aéroport Rae/Edzo                                        | Behchokǫ̀             | Territoires du Nord-Ouest |
| CRE3   |      | Aérodrome Curries (Rand Private Airfield)                | Curries              | Ontario                   |
| CRE5   |      | Aérodrome Curries (Terrain d'aviation Rand Private)      | Curries              | Ontario                   |
| CRF2   |      | Héliport Langley (Russell Farm)                          | Langley              | Colombie-Britannique      |
| CRF3   |      | Aérodrome Edmonton/Villeneuve (Rose Field)               | Villeneuve           | Alberta                   |
| CRF5   |      | Aérodrome Saskatoon/Richter Field                        | Martensville         | Saskatchewan              |
| CRF4   |      | Aérodrome Calgary/Okotoks (Rowland Field)                | Okotoks              | Alberta                   |
| CRH2   |      | Héliport Coronation (Health Centre)                      | Coronation           | Alberta                   |
| CRH5   |      | Héliport Rimbey (Hospital & Care Centre)                 | Rimbey               | Alberta                   |
| CRJ2   |      | Aérodrome Stoney Point (Trepanier)                       | Lakeshore            | Ontario                   |
| CRJ5   |      | Aérodrome Stoney Point (Trepanier)                       | Stoney Point         | Ontario                   |
| CRK2   |      | Aérodrome Millet/Creekview                               | Millet               | Alberta                   |
| CRL2   |      | Aéroport Westport/Rideau Lakes                           | Westport             | Ontario                   |
| CRL3   |      | Héliport Red Lake (Margaret Cochenour Memorial Hospital) | Red Lake             | Ontario                   |
| CRL4   |      | Aéroport Kirby Lake                                      | Kirby Lake           | Alberta                   |
| CRL6   |      | Hydroaérodrome West Guilford/Redstone Lake               | West Guilford        | Ontario                   |
| CRL7   |      | Aérodrome Reindeer Lake/Lindbergh Lodge                  | Lac Reindeer         | Saskatchewan              |
| CRM2   |      | Aéroport Riding Mountain                                 | Riding Mountain      | Manitoba                  |
| CRM3   |      | Aérodrome Richelieu/Messier                              | Richelieu            | Québec                    |
| CRML   |      | Aéroport Stoney Point (Le Cunff)                         | Stoney Point         | Ontario                   |
| CRP2   |      | Aéroport Reston/R.M. of Pipestone                        | Pipestone            | Manitoba                  |
| CRS2   |      | Héliport Parry Sound Medical                             | Parry Sound          | Ontario                   |
| CRS3   |      | Aérodrome Calgary/Christiansen Field                     | Okotoks              | Alberta                   |
| CRS7   |      | Aérodrome Matoush                                        | Matoush Uranium Mine | Québec                    |
| CRT2   |      | Aérodrome Rivière Témiscamie (Air Roberval Ltée)         | Temiscamie River     | Québec                    |
| CRV2   |      | Héliport Barrie (Royal Victoria Hospital)                | Barrie               | Ontario                   |
| CRV8   |      | Hydroaérodrome Arviat                                    | Arviat               | Nunavut                   |
| CRW2   |      | Héliport Redwater (Heliworks)                            | Redwater             | Alberta                   |
| CRW8   |      | Héliport Redwater (Health Centre)                        | Redwater             | Alberta                   |